# Thelma Hopkins
Thelma Elizabeth Hopkins, po mężu McClernon (ur. 16 marca 1936 w Kingston upon Hull, zm. 10 stycznia 2025 w Edmonton) – brytyjska lekkoatletka, która specjalizowała się m.in. w skoku wzwyż.
Dwukrotnie brała udział w igrzyskach olimpijskich (Helsinki 1952 oraz Melbourne 1956). Podczas zawodów w Australii w 1956 roku wywalczyła srebrny medal w skoku wzwyż. Mistrzyni Europy z Berna (1954). Startując w barwach Irlandii Północnej zdobyła złoto igrzysk Imperium Brytyjskiego i Wspólnoty Brytyjskiej. W 1956 roku poprawiła w Belfaście rekord świata w skoku wzwyż (1,74). Startowała także w innych dyscyplinach niż lekkoatletyka – grała w hokeja oraz w squasha. Rekord życiowy: 1,74 (5 maja 1956, Belfast).

## Osiągnięcia
| Rok  | Impreza                        | Miejsce   | Konkurencja | Lokata            | Wynik |
| ---- | ------------------------------ | --------- | ----------- | ----------------- | ----- |
| 1952 | Igrzyska olimpijskie           | Helsinki  | skok wzwyż  | 4. miejsce        | 1,58  |
| 1954 | Igrzyska Imperium Brytyjskiego | Vancouver | skok wzwyż  | 1. miejsce        | 1,67  |
| 1954 | Mistrzostwa Europy             | Berno     | skok wzwyż  | 1. miejsce        | 1,67  |
| 1956 | Igrzyska olimpijskie           | Melbourne | skok wzwyż  | 2. miejsce        | 1,67  |
| 1956 | Igrzyska olimpijskie           | Melbourne | skok w dal  | el. – 15. miejsce | 5,56  |
| 1961 | Uniwersjada                    | Sofia     | skok wzwyż  | 3. miejsce        | 1,65  |
| 1962 | Mistrzostwa Europy             | Belgrad   | pięciobój   | –                 | DNF   |